# 欸 (Perfume單曲)
「ねぇ」（欸）是日本流行電音組合Perfume第十二張單曲。於2010年11月10日發行。唱片公司為Tokuma Japan Communications。

## 解說
- 距離前作「VOICE」約3個月的單曲。
- 「ねぇ」是與前作「VOICE」和「575」在同一時期錄音的歌曲，跟前作同樣被採用為女性向服裝品牌「NATURAL BEAUTY BASIC」的廣告曲。在Perfume的歌曲中，「ねぇ」是一首歌詞和曲調都給人感覺極為幸福的歌曲。
- 在B面曲「FAKE IT」中，不斷重複使用了像由壞掉的機器零件發出的，像是「3D效果」般的音效。「FAKE IT」這首歌是以成員在「VOICE」一曲製作前的飯局（詳見VOICE）上，成員希望有一首「像edge那種感覺的曲子」為由而作成的。
- MV由兒玉裕一擔當监督。PV是與「NATURAL BEAUTY BASIC」的廣告相連作成的，當中三人都給予人一種變得更成熟的感覺。MV和廣告同樣使用了CG合成，CG效果製作出NOCCHi、KASHIYUKA和a-chan三人都出現各自各的分身，並同時全部聚集一起在跳舞的效果，這些鏡頭在背後都花了不少工夫。
- MV中三人表演了一段速度極快的踢踏舞，最初只是決定在MV內限定披露的，不過因為得到廣受好評的緣故，也決定在現場演出和音樂節目上披露。
- 「ねぇ」的演出在東京巨蛋演唱會（Perfume LIVE @東京ドーム「1 2 3 4 5 6 7 8 9 10 11」）上首次披露，並緊接於巨蛋公演後一星期發售。發行首日以超過44000張成績打破自身單曲首日銷售紀錄；同時在週榜上以也超過8萬5千張成績登上週榜第二名。這是從「不自然女孩/自然愛」算起，三作連續更新Perfume自身的首週初動銷售紀錄。
- 在這單曲內本身並沒有製作「FAKE IT」的MV，直到2012年才因为合輯『Perfume Global Compilation “LOVE THE WORLD”』发售MV才制作并被收錄（可见“Perfume Clips 4倍速オーディオコメンタリー”）。
- 2013年成為香港無線電視J2台節目姊妹淘的開頭音樂。
- 2019年3月7日宣布『FAKE IT』為中國放送60周年特別劇之主題曲。

## 收錄曲

### CD
| 曲序     | 曲目                                                       | 时长  |
| -------- | ---------------------------------------------------------- | ----- |
| 1.       | ねぇ（SANEI International 「NATURAL BEAUTY BASIC」廣告歌） | 4:27  |
| 2.       | FAKE IT                                                    | 4:12  |
| 3.       | ねぇ -Original Instrumental-                               | 4:27  |
| 4.       | FAKE IT -Original Instrumental-                            | 4:11  |
| 总时长： | 总时长：                                                   | 17:17 |

### DVD（初回限定盘）
1. ねぇ -Video Clip-

## 外部連結
- YouTube上的Official Music Video：Perfume 「ねぇ」
- YouTube上的Official Music Video：Perfume 「FAKE IT」